# Thomas Zampach
Thomas Zampach (Francoforte sul Meno, 27 dicembre 1969) è un allenatore di calcio, ex calciatore e giocatore di football americano tedesco, di ruolo centrocampista (nel calcio) e kicker (nel football americano).

## Carriera

### Osservatore
Nel periodo tra il 2003 e il 2006 ha svolto il ruolo di osservatore per la società calcistica tedesca Eintracht Francoforte.

## Palmarès

### Club

#### Competizioni nazionali
- Campionato tedesco di seconda divisione: 1

Eintracht Francoforte: 1997-1998